# Conus ambiguus
Conus ambiguus é uma espécie de gastrópode do gênero Conus, pertencente à família Conidae.